# Santino Marella
Anthony Carelli (Mississauga, 14 de março de 1974) é um ex-lutador e comentarista de wrestling profissional ítalo-canadense. É mais conhecido por seu trabalho na WWE, onde atuou com o nome Santino Marella.  Ao longo de sua carreira na WWE, foi duas vezes campeão Intercontinental, uma vez campeão dos Estados Unidos e uma vez campeão de duplas da WWE com Vladimir Kozlov. Carelli também é um judoca e lutou artes marciais mistas no Japão.
Atualmente, Carelli atua na TNA como Diretor de Autoridade desde 13 de janeiro de 2023.

## Carreira no wrestling profissional

### Ohio Valley Wrestling (2006–2007)
Nos Estados Unidos, Carelli teve aulas de wrestling profissional e passou a lutar pela Ohio Valley Wrestling (OVW), um território de desenvolvimento para a World Wrestling Entertainment (WWE). Carelli passou a lutar sob o nome de Johnny Geo Basco. Ele se envolveu em um incidente com o roteirista-chefe Jim Cornette. Após uma história durante a qual Carelli deveria fingir temer The Boogeyman mas riu, Cornette gritou e estapeou Carelli, o que causou a remoção de Cornette do cargo.
Paul Heyman se tornou o novo roteirista da OVW, mudando o nome de Carelli para Boris Alexiev, o tornando um lutador russo. Como Alexiev, estreou em 12 de abril de 2006, com seu manager Mr. Strongko. Ele foi contratado pela WWE em 11 de agosto de 2006, continuando a trabalhar na OVW.
Em 24 de janeiro de 2007, Alexiev derrotou Mike Kruel para ganhar o Television Championship. Ele perdeu o título de volta para Kruel em 7 de fevereiro, o reconquistando em 14 de março. Ele perdeu o título para Shawn Spears três dias depois.

### World Wrestling Entertainment / WWE (2007–2015)

#### Estreia (2007)
Ele fez sua estreia no elenco principal da WWE durante o Raw de 16 de abril de 2007 em Milão. Vince McMahon escolheu Marella da platéia, como um fã plantado, para enfrentar Umaga em uma luta No Holds Barred pelo WWE Intercontinental Championship. Bobby Lashley interferiu na luta, fazendo com que Marella vencesse. O sobre nome de Marella foi baseado em Gorilla Monsoon, nome real Robert Marella. No dia seguinte, o website oficial da WWE publicou uma história ficcional de Santino, dizendo que ele era italiano, mas viveu no Canadá e visitava os parentes na Itália anualmente. Dizia também que Santino havia se mudado para os Estados Unidos para treinar wrestling profissional.

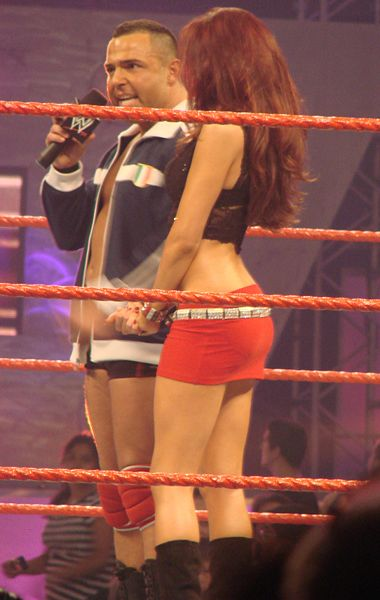
Santino Marella e Maria.

Logo após ganhar o Intercontinental Championship, Marella começou uma rivalidade com Chris Masters, conseguindo defender seu título contra ele em alguma ocasiões. Ele manteve o Intercontinental Championship por três meses antes de perdê-lo de volta para Umaga em 2 de julho.
Após perder o título, Marella passou a se comportar mais vilanescamente, se tornando possessivo e ciumento com sua namorada Maria. Durante várias semanas, eles participaram de segmentos no Raw onde Ron Simmons havia ganho um game show para um encontro com Maria. Ao mesmo tempo, Marella começou a boicotar a produção da WWE Films The Condemned. Ele foi eventualmente confrontado pela estrela do filme, Steve Austin, que lhe aplicou um Stone Cold Stunner e encharcou ele e Maria de cerveja de um caminhão.
Após uma curta rivalidade com Jerry Lawler, ele formou uma dupla com Carlito. Ao mesmo tempo, Maria foi escolhida para posar nua para a revista Playboy. Quando não conseguiu convencê-la a recusar a proposta, ele tentou sabotar a revelação da capa, o que fez com que Maria terminasse o relacionamento. No WrestleMania XXIV, Maria se envolveu em uma luta "Playboy BunnyMania Lumberjack", durante a qual Santino tentou interferir, apenas para ser detido por Lawler e o Mestre de Cerimônias Snoop Dogg. Marella e Carlito começaram uma rivalidade com Hardcore Holly e Cody Rhodes pelo World Tag Team Championship. Durante uma luta pelo título entre as duas duplas, Roddy Piper distraiu Marella, causando a derrota de sua dupla. Marella e Piper começaram uma rivalidade, o que incluiu um confronto no Jimmy Kimmel Live!.

#### Glamarella (2008–2009)

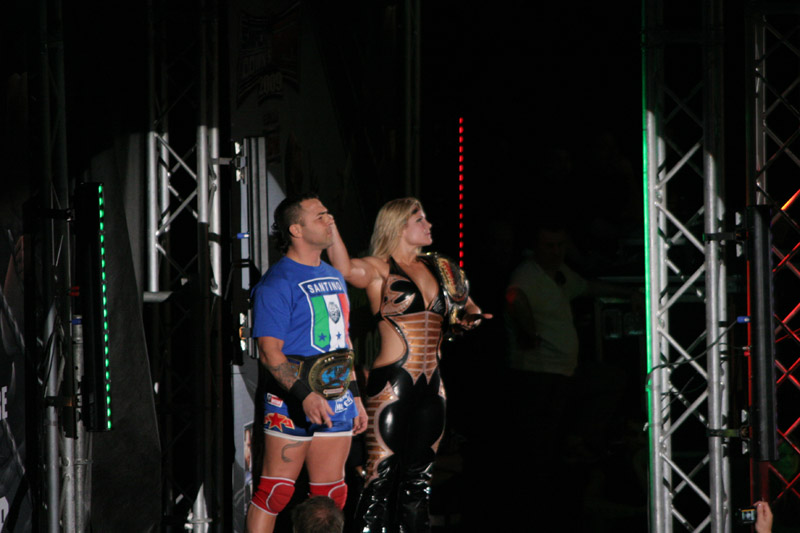
Marella como Intercontinental Champion ao lado de Beth Phoenix em 2008

No Raw de 14 de julho, Marella foi derrotado pela WWE Diva Beth Phoenix após desafiar qualquer lutador do programa. Na semana seguinte, Marella foi derrotado por D'Lo Brown. Marella e Phoenix se beijaram após o combate. Nas semanas seguintes eles se tornaram um casal conhecido como "Glamarella". No SummerSlam, Marella ganhou o Intercontinental Championship pela segunda vez, quando se aliou a Phoenix para derrotar Kofi Kingston e a Campeã Feminina Mickie James. Pela estipulação, Marella se tornou Campeão Intercontinental e Phoenix, Campeã Feminina.
Durante esse reinado, Marella decidiu bater o recorde de The Honky Tonk Man de 64 semanas com o título, constantemente mostrando um gráfico chamado "Honk-A-Meter". No Cyber Sunday, Marella defendeu o Intercontinental Championship contra Honky Tonk Man (que foi votado pelos fãs no lugar de Roddy Piper e Goldust), sendo derrotado por desqualificação. No Raw de 10 de novembro, Marella perdeu o título para William Regal.
No início de 2009, Marella participou da luta Royal Rumble, sendo o participante de número 28. Ele foi instantaneamente eliminado por Kane em 1.9 segundo, quebrando o recorde de The Warlord de menor tempo em uma luta Royal Rumble.

#### Mocinho e Santina Marella (2009)
Após o anúncio de que uma Battle Royal de 25 Divas aconteceria no WrestleMania XXV para coroar a primeira "Miss WrestleMania", Marella se tornou um mocinho, começando uma história na qual ele queria participar da luta. Marella desafiaria Mickie James para uma luta com um braço amarrado às costas, e, se vencesse, participaria da luta. Ele perdeu e, na semana seguinte, foi atacado pela maioria das Divas. No WrestleMania XXV, Marella participou da luta fantasiado, vencendo ao usar o nome de "Santina Marella", gêmea de Santino. Ele defendeu seu título de "Miss Wrestlemania" contra Beth Phoenix no Backlash em três segundos com a ajuda de The Great Khali. No Raw de 18 de maio, Santina perdeu o título de "Miss Wrestlemania" para Vickie Guerrero. Marella se tornou novamente "Miss WrestleMania" no Extreme Rules, quando derrotou Vickie e Chavo Guerrero em uma luta 2-contra-1 em um chiqueiro. No Raw de 22 de junho de 2009, o novo dono do Raw Donald Trump demitiu Santina, acabando com a história.

#### Dupla com Vladimir Kozlov e Campeão de Duplas da WWE (2010–2011)

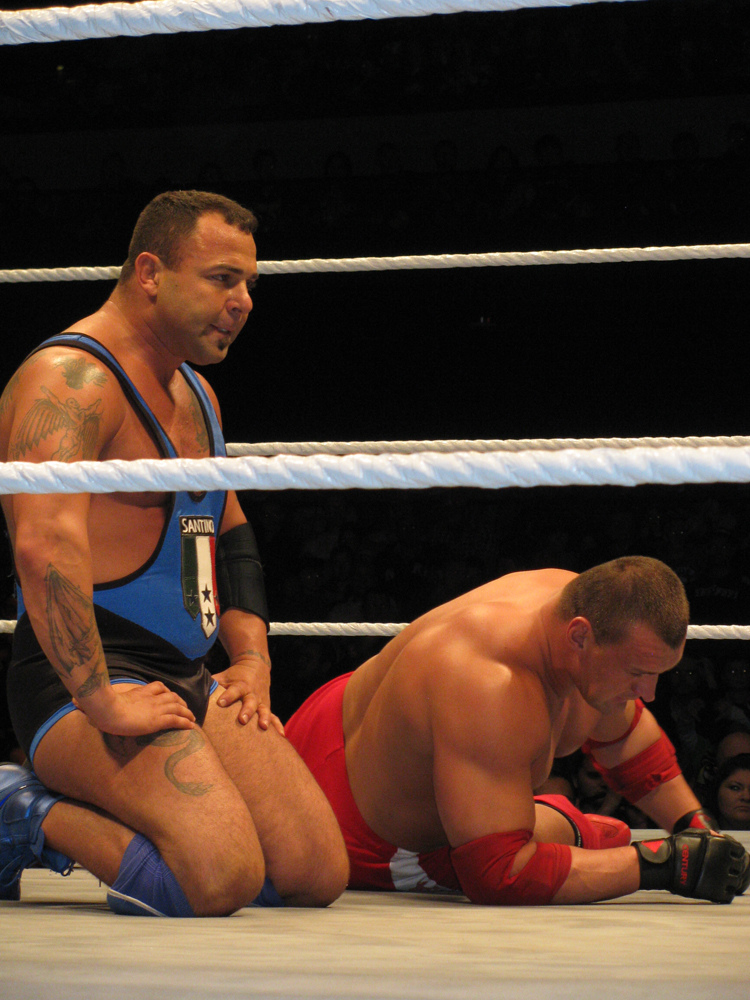
Marella e Kozlov

No WrestleMania XXVI, Marella competiu em uma Battle Royal antes do evento, luta que foi vencida por Yoshi Tatsu. Marella logo passou a tentar formar uma dupla com Vladimir Kozlov, que constantemente o recusava. No Raw de 31 de maio, Kozlov interferiu em uma luta de Santino, dando-lhe a vitória. Os dois formaram uma dupla oficial no Raw de 19 de julho, derrotando William Regal e Zack Ryder. Em agosto, Santino Marella começou um relacionamento com Tamina, valet dos Usos. Marella e Kozlov derrotaram os Usos em diversas ocasiões e, no Night of Champions de 2010, Marella e Kozlov participaram de uma luta Tag Team Turmoil pelo WWE Tag Team Championship, mas não venceram o combate. No Raw de 11 de outubro, Santino derrotou Zack Ryder para se tornar parte do time do Raw no Bragging Rights. Marella foi o primeiro da luta, por Tyler Reks. No Raw de 25 de outubro, Marella começou uma rivalidade com Sheamus após o irlandês chamá-lo de "uma vergonha" por ser o primeiro eliminado. Marella derrotou Sheamus, sendo depois atacado outras vezes, sendo salvo por John Morrison. No Raw de 15 de novembro, Santino e Kozlov derrotaram os Usos, se tornando desafiantes pelo WWE Tag Team Championship. Marella and Kozlov failed to capture the titles at Survivor Series 2010.

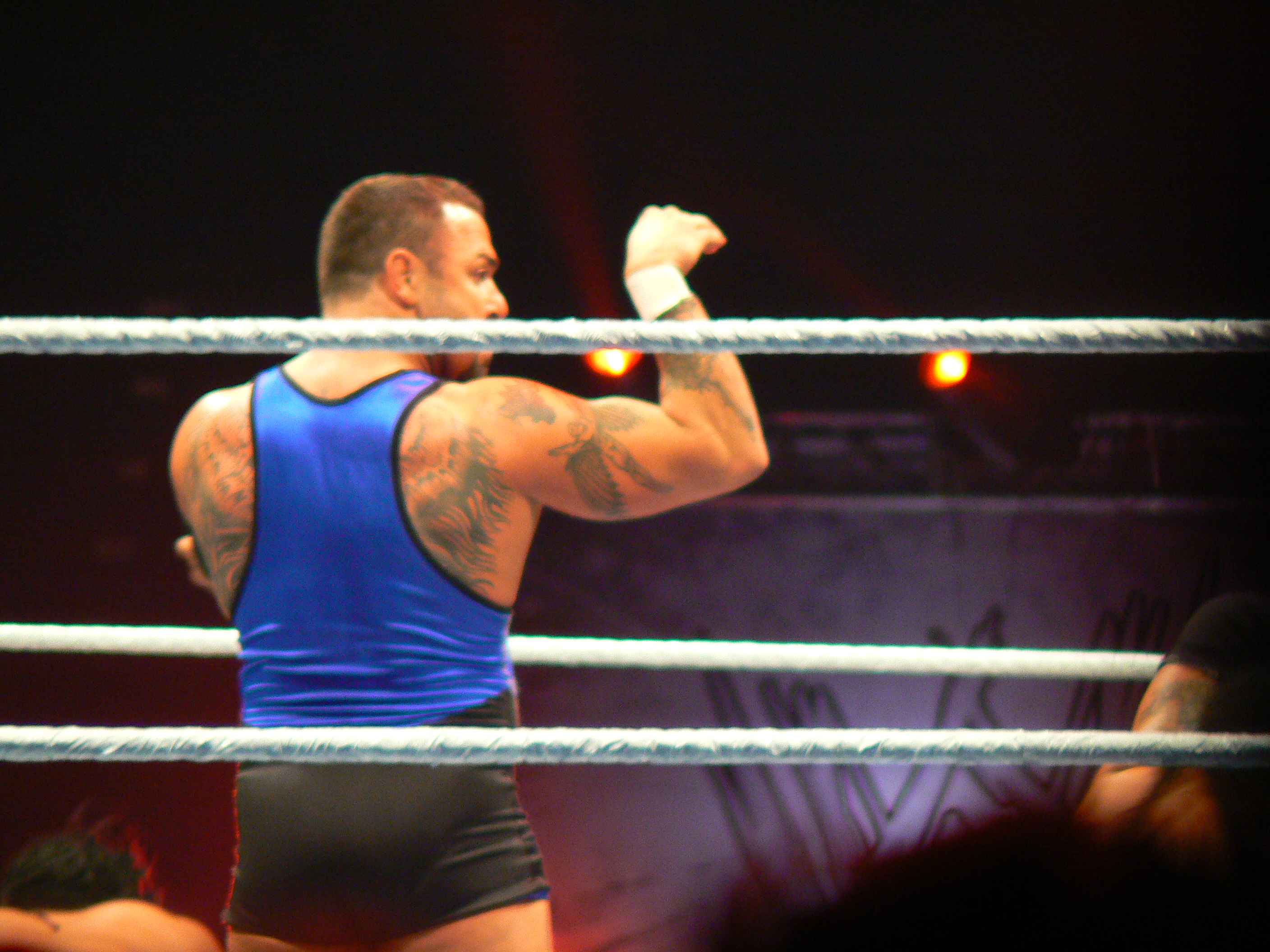
Santino Marella se preparando para fazer Cobra

Eles ganharam o WWE Tag Team Championship em uma luta também envolvendo os Usos, The Nexus e Mark Henry & Yoshi Tatsu após uma distração de John Cena. Tamina continuou a acompanhar Santino às lutas. Santino e Kozlov mantiveram o título após uma vitória por desqualificação no TLC: Tables, Ladders & Chairs contra Justin Gabriel e Heath Slater após interferência de Michael McGillicutty. Em 30 de janeiro de 2011, Santino competiu na luta Royal Rumble, com o número 37, sendo o segundo colocado, atrás de Alberto Del Rio. No Elimination Chamber, ele e Kozlov perderam os títulos para para Slater e Gabriel, então no The Corre. No Raw de 28 de março, foi confirmado que Marella, Kozlov, Kane e Big Show enfrentariam Corre (Slater, Gabriel, Ezekiel Jackson e Wade Barrett) no WrestleMania XXVII. Kofi Kingston substituiu Kozlov, que foi atacado pelo Corre antes da luta. O time de Marella venceria a luta. Em 11 de abril, no Raw, Santino formou o "The Apple" (Allied People Powered by Loathing Everything that you stand for) contra o Corre. O relacionamento de Marella e Tamina acabou quando ela foi transferida para o SmackDown durante o Draft Suplementar de 2011.

#### Campeão dos Estados Unidos e duplas (2011–2014)

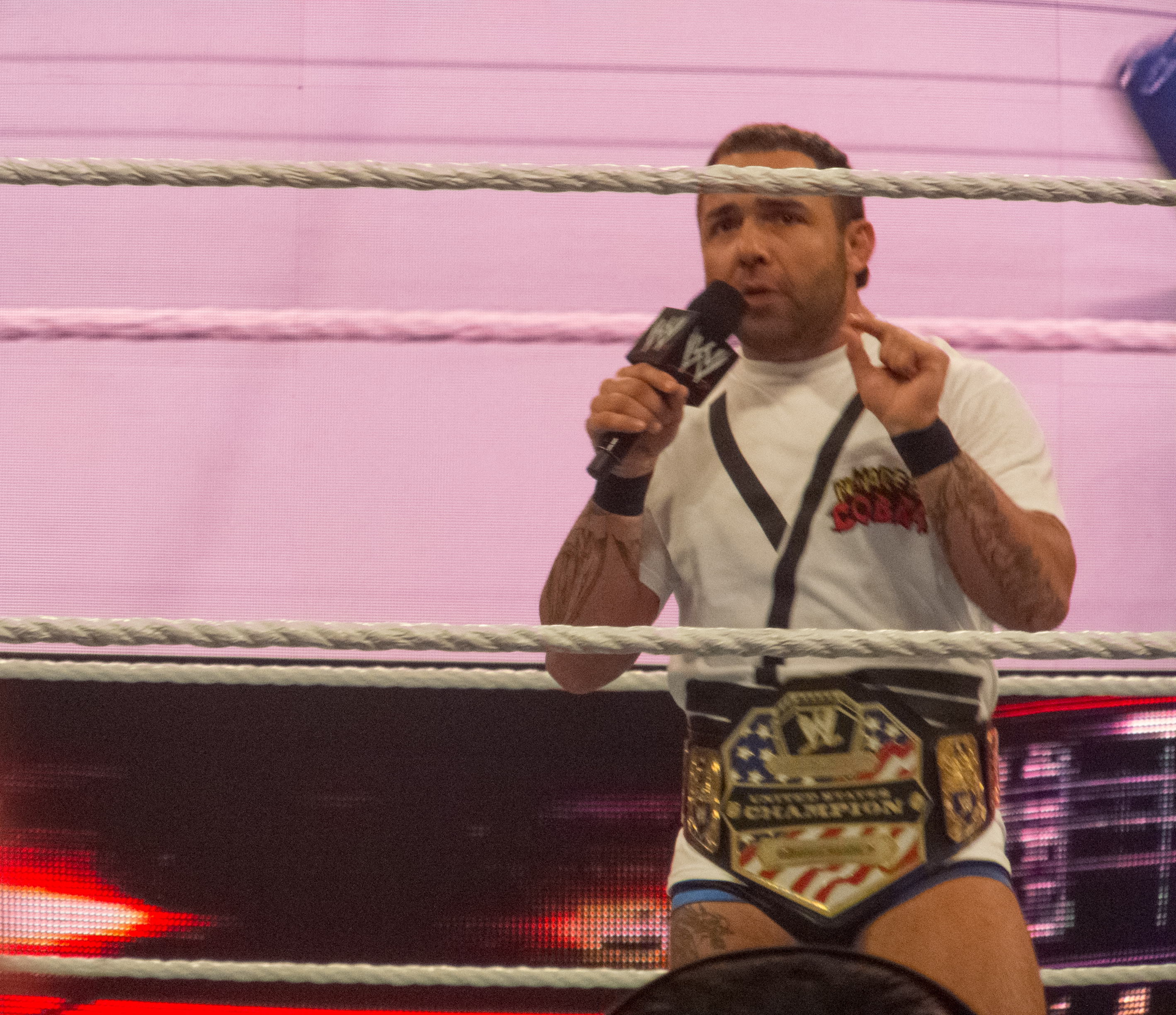
Santino como Campeão dos Estados Unidos.

Em 5 de agosto, Kozlov foi demitido da WWE, acabando com a dupla. A partir do WWE Superstars de 21 de julho, Santino formou uma dupla com Zack Ryder, derrotando David Otunga e Michael McGillicutty. No Raw de 1° de agosto, os dois foram derrotados pro Otunga e McGillicutty. Um mês depois, Marella lesionou seu ombro em um acidente de carro. Ele retornou no Raw de 3 de outubro, derrotando Jinder Mahal. No SmackDown de 6 de dezembro, Santino se tornou assistente do Gerente Geral Theodore Long ao derrotar Drew McIntyre. No SmackDown de 17 de fevereiro, Santino venceu uma battle royal, substituindo Randy Orton na Elimination Chamber pelo World Heavyweight Championship no evento Elimination Chamber. Na luta, Marella eliminou Cody Rhodes e Wade Barrett, antes de ser eliminado por Daniel Bryan.
No Raw de 5 de março de 2012, Santino derrotou Jack Swagger para ganhar o United States Championship. No WrestleMania XXVIII, ele capitaneou o time de Theodore Long, que foi derrotado pelo de John Laurinaitis. No pay-per-view seguinte, Extreme Rules, Santino derrotou The Miz no pré-show para reter o United States Championship. Ele começou uma curta rivalidade com Alberto Del Rio e Ricardo Rodriguez, derrotando o segundo em uma luta de smoking no No Way Out. No SmackDown de 29 de junho, Marella e Christian derrotaram Cody Rhodes e David Otunga para se qualificarem para a luta Money in the Bank pelo Campeonato Mundial dos Pesos-Pesados no evento Money in the Bank. Ele, no entanto, não venceu a luta. No pré-show do SummerSlam, Santino perdeu o Campeonato dos Estados Unidos para Antonio Cesaro. Em 25 de agosto, Santino tornou-se o comentarista do WWE Saturday Morning Slam com Josh Mathews. Marella recebeu uma revanche pelo título de Cesaro no Raw de 3 de setembro, mas foi derrotado. Ele voltou a ser derrotado pelo título de Cesaro no SmackDown em 28 de setembro.
Em 3 de outubro, durante o WWE Main Event, Marella e Zack Ryder formaram uma dupla para participar de um torneio para definir os desafiantes pelo WWE Tag Team Championship. Eles derrotaram International Airstrike (Justin Gabriel e Tyson Kidd) avanças às semifinais. Na semana seguinte, no Raw, os dois, sob o nome de "Team CoBro", foram eliminados da competição por Rhodes Scholars (Cody Rhodes e Damien Sandow). No pré-show do Survivor Series, Santino e Ryder foram derrotados por 3MB (Heath Slater e Jinder Mahal).
No dia 7 de janeiro Santino foi derrotado por Wade Barrett, Santino participou do Royal Rumble (2013), foi o quinto a entrar, e foi o primeiro eliminado por Cody Rhodes, depois de 2 meses, no dia 1 de abril de 2013, Marella retornou e foi derrotado por Mark Henry,no dia 8 de abril Marella ao lado de R-Truth e Zack Ryder venceu os 3MB, após isso Marella foi derrotado no dia 12 de abril por Barrett, no dia 16 de abril junto com The Great Khali pelos Rhodes Scholars, no dia 19 de abril por Fandango, e no dia 24 de abril num Gauntlet match por Henry novamente.
Marella retornou no Raw de 9 de setembro de 2013, derrotando Antonio Cesaro, depois na SmackDown do dia 13 de setembro derrotou Damien Sandow, no dia 20 de setembro derrotou JTG no Superstar e Jack Swagger na SmackDown, no dia 23 de setembro Santino foi derrotado por Fandango, no dia 27 derrotou Heth Slater e no dia 30 derrotou Cesaro novamente no começo de outubro Marella foi derrotado por Sandow, no dia 6 no WWE Batlleground junto com Khali foram derrotados pelos The Real Americans e no dia 7 na Raw isso se repitiu, no dia 14 de outubro Santino novamente foi derrotado por Fandango, no dia 16 junto com Tons of Funk(Brodus Clay e Tensai) venceram 3MB. No dia 21  de outubro, Santino vestido de Elvis Presley venceu Slater novamente, e no dia 30 de outubro mais uma vez venceu Slater. No dia 1 de novembro, Santino foi derrotado por Kofi Kingston, no dia 12 junto com Los Matadores venceram 3MB vestidos de The Union Jacks, no dia 20 foi derrotado por Alberto Del Rio e no dia 27 por Sandow, em dezembro no dia 9 foi derrotado por Sandow, depois no dia 23 participou do Christmas Carol Sing-off com Khali e enfrentaram 3MB e R-Truth e Xavier Woods e Santino e Khali venceram.

#### Parceria com Emma (2014)

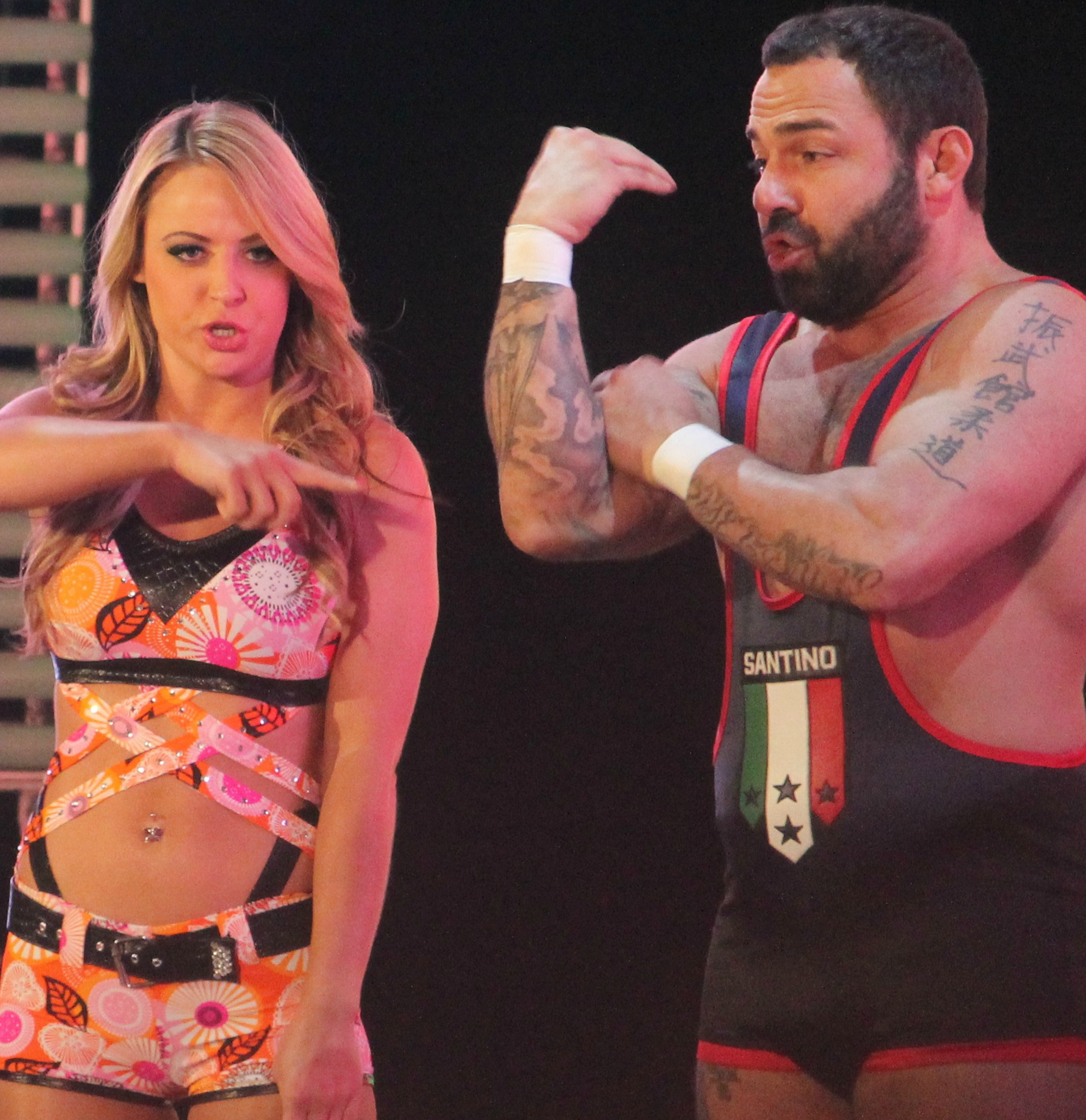
Santino com Emma em abril de 2014.

Marella retornou no dia 3 de fevereiro e chamouEmma para enfrentar Summer Rae e Fandango em uma Dance off e Santino e Emma venceram. Santino foi derrotado por Fandango nos dias 10 e 17 em fevereiro. Em março Santino e Emma lutaram no dia 3 e enfrentaram Summer e Fandango e saíram vitoriosos. No mês de abril na WrestleMania XXX Santino participou da Battle Royal em memória de André the Giant, eliminando The Miz antes de ser eliminado por Del Rio, na Raw pós Wrestlemania Santino e Emma derrotaram Fandango e Summer, no dia 11 Fandango agora junto com Layla derrotou Santino, após Layla pegar o Cobra de Santino, no dia 14 Santino e Emma foram derrotados por Fandango e Layla, após Layla fazer o pinffal em Emma, na SmackDown do dia 18 Santino Marella pela primeira vez venceu Fandango, na SmackDown do dia 25 era para ocorrer um combate entre Santino e Emma vs Fandango e Layla, mais quando Fandango estava fazendo sua entrada, os Shields atacaram ele. No dia 5 de maio Santino participou de uma Battle Royal de 20 homens valendo o United States Champion eliminando Dolph Ziggler, acabou ficando em sexto lugar pois foi eliminado por Curtis Axel, no dia 9 de maio ele junto com Emma foram derrotados novamente por Fandango e Layla, no dia 16 na SmackDown Santino derrotou Damien Sandow em um combate rápido que durou menos de 2 minutos. No dia 6 de julho de 2014 Santino anunciou sua aposentadoria em Toronto, Ontario após a terceira lesão no pescoço. Em 16 de setembro de 2014, Marella passou por uma cirurgia bem-sucedida em seu pescoço.

#### Aparências a tempo parcial (2014-2015)
Marella fez várias aparições ao longo de 2014 e 2015, incluindo uma aparição no Raw de 24 de novembro para promover seu novo filme, Jingle All the Way 2 juntamente com Larry the Cable Guy, servindo como gerente geral interino no SmackDown de 5 de dezembro e organizando um sorteio para as entradas do Royal Rumble no Raw de 20 de janeiro. Desde então, é desconhecido se Marella deixou WWE para se concentrar em sua escola de formação, com seu perfil sendo movido para a seção de ex-empregados da site da WWE.

## Vida pessoal
Carelli é fã de luta profissional desde criança, quando ia com seu pai a diversos eventos. Ele é católico.
Ele nasceu em Mississauga, Ontário, em uma família descendente de italianos, tendo frequentado a Escola Pública Elizabeth Simcoe e, mais tarde, a Philip Pocock Catholic Secondary School. Ele treinou judô aos nove anos de idade e lutou no ensino médio, vencendo um torneio da Region of Peel Secondary School Athletic Association (ROPSSAA). Ele foi, originalmente, treinado por Don Kolov em Woodbridge, Ontário. Ele tem uma filha, Bianca, eleita Miss Teen World Pageant em 2013.
Carelli, com o lutador de kung fu Steven J. Wong e editor de revistas sobre exercícios físicos Terry Frendo, abriram um centro de treinamento de artes marciais mistas e luta profissional, bem como treinamento de força e condicionamento físico em Mississauga, em julho de 2013, chamada Battle Arts Academy. Em 2014 participou do filme Scooby-Doo! WrestleMania Mystery, no qual interpretou a si mesmo.

## No wrestling
- Movimentos de finalização
  - Como Santino Marella

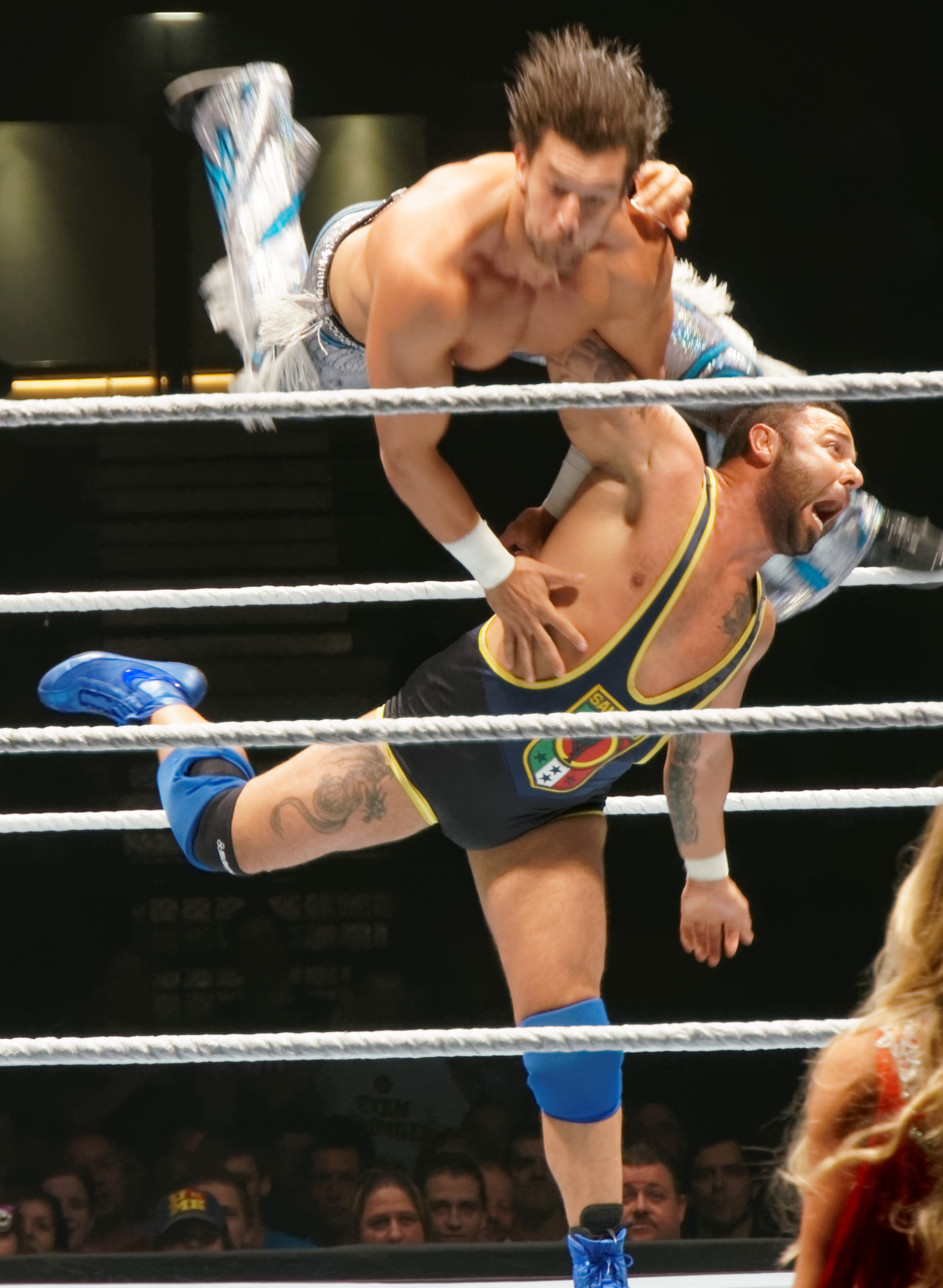
Santino aplicando um Hip Toss em Fandango

    - Santino Stunner (Split legged three-quarter facelock jawbreaker)-2010-usado como signature 2011-2014
      - Snap swinging neckbreaker – 2007–2008

    - The Cobra (rápido estrangulamento do pescoço do oponente)[64][65] – 2009–2014

  - Como Boris Alexiev
    - Triangle choke[4]
- Movimentos secundários
  - Arm drag
  - Belly to back suplex
    - Diving headbutt enquanto fazendo uma saudação[66]
      - Camel clutch

  - Hip toss,[67] normalmente seguido de um Diving headbutt enquanto fazendo uma saudação[68]
  - Jawbreaker[68]
  - Roll-up[69][70]
  - Espacate, usado para desviar de golpes
  - STO[70]
- Managers
  - Mr. Strongko[71]
  - Maria[71]
  - Beth Phoenix & Rosa Mendes
  - Tamina[71]
  - Emma
- Lutadores de quem foi manager
  - Vladimir Kozlov
- Alcunhas
  - The Cannoli of Charisma ("O Cannoli de Carisma")
  - The Italian Stallion (O Garanhão Italiano)[72]
  - The "Self-Proclaimed" International Superstar ("O Auto-Proclamado Superstar Internacional")
  - The Tortellini of Temptation ("O Tornellini da Tentação")
  - The Milan Miracle (O milagre Milanês)
- Músicas de entrada
  - "Anvil of Crom por Basil Poledouris[73] (OVW)
  - "You Look So Good to Me" por Jim Johnston (WWE; como Santina Marella; 2009)
  - "La Vittoria è Mia (Victory Is Mine)" por Jim Johnston (WWE, 2007–2015)[74]

## Títulos e prêmios
- Ohio Valley Wrestling
  - OVW Television Championship (2 vezes)[15]
- Pro Wrestling Illustrated
  - PWI o colocou na #60ª posição dos 500 melhores lutadores de 2012[75]
- World Wrestling Entertainment / WWE
  - WWE Tag Team Championship (1 vezes) - com Vladimir Kozlov
  - WWE Intercontinental Championship (2 vezes)[76][77]
  - United States Championship (1 vez)[78]
  - Miss WrestleMania (2 vezes)[69]
- Wrestling Observer Newsletter
  - Melhor Personagem (2007, 2008)